# 阿姆梅伦塞
阿姆梅伦塞（德語：Am Mellensee，發音：[am ˈmɛlənzeː]，意为“在梅倫湖畔”）是德国勃兰登堡州泰尔托-弗莱明县的市镇，面积104.68平方千米，2023年12月31日人口为7,310人。